# Syndrome du vol sous-clavier
 Mise en garde médicale
Le syndrome du vol sous-clavier est la conséquence d'un rétrécissement de l'origine d'une artère sous-clavière s'accompagnant d'une inversion de flux de l'artère vertébrale du même côté. Il peut se manifester par différents symptômes : malaise ou syncope (médecine), insuffisance vertébro-basilaire…

## Physiopathologie
L'encéphale est irrigué par quatre artères, deux artères carotides et deux artères vertébrales, le tout étant anastomosé par le polygone de Willis. Les artères vertébrales naissent des artères sous-clavières peu après leur départ de l'aorte horizontale.
En cas de rétrécissement (ou sténose) notable d'une artère sous-clavière, à son origine (donc avant le départ de l'artère vertébrale), la pression chute en aval de cette sténose, pouvant être alors inférieure à celle au niveau du polygone de Willis. Le flux sanguin de l'artère vertébrale va donc s'inverser, se dirigeant non plus vers la boîte crânienne, mais vers le bras. Cette inversion peut être inconstante dans le temps, suivant le degré de sténose de l'artère sous clavière. les conséquences en sont une diminution de la perfusion de l'encéphale dans ces structures postérieurs, pouvant donner, de manière également inconstante, des signes d'insuffisance vertébro-basilaire ainsi qu'une diminution de la perfusion du bras du même côté, la suppléance de l'artère vertébrale étant insuffisante, vis-à-vis du rétrécissement de l'artère. Cette hypoperfusion cérébrale est cependant inconstante et une inversion du sens de circulation dans l'artère basilaire n'est retrouvée que dans un quart des cas des inversions de sens dans une artère vertébrale.

## Manifestations
La sténose de l'artère sous-clavière, même accompagnée d'une inversion de flux dans l'artère vertébrale, est souvent totalement asymptomatique. Elle s'accompagne de symptômes essentiellement lorsque le différentiel de pression entre les deux bras dépasse 40 mmHg.
Le manifestations peuvent être secondaires à l'hypoperfusion cérébrale : malaise pouvant aller jusqu'à la syncope (médecine), insuffisance vertébro-basilaire avec troubles de l'équilibre, de la vision…
Elles peuvent être également secondaires à l'hypoperfusion du bras, générant douleurs, fatigabilité ou faiblesse.
L'artère mammaire interne naissant de la sous-clavière peut être utilisée lors d'un pontage aorto-coronarien. En cas de syndrome du vol sous-clavier, ce pontage est inefficace, entraînant une angine de poitrine.

## Causes
La première cause est le rétrécissement athéromateux de l'artère. Ce rétrécissement peut également être inflammatoire (dans le cadre d'une maladie de Takayasu par exemple).
L'artère peut être également comprimée par des structures adjacentes, tumeurs, côte cervicale...

## Diagnostic
L'échographie Doppler vasculaire peut visualiser le rétrécissement de l'artère ainsi que l'inversion du flux dans l'artère vertébrale.

## Traitement
C'est celui de la cause quand cela est possible : résection d'une tumeur, d'une côte cervicale.
S'il s'agit d'une sténose athéromateuse, la mise sous statine et sous antiagrégants plaquettaires est de règle. La lésion peut être traitée par angioplastie, cette technique ayant des résultats comparables à la chirurgie classique.